# Georg Aescht
Georg Aescht (n. 28 septembrie 1953, Codlea, Brașov, România), critic literar, publicist, scriitor de limba germană și traducător originar din România.

## Biografie
După studii de germanistică, între 1972 și 1976, și absolvirea Facultății de Filologie din Universitatea Babeș-Bolyai din Cluj, a lucrat ca profesor de limba germană și traducător în acest oraș până în 1983.
Student fiind, a lucrat ca redactor la pagina germană a revistei Echinox, din 1974 până în 1976, revistă în care debutase cu critică în 1972.
A publicat critică în revistele germane din România: Echinox, Karpatenrundschau, Neue Literatur, Neuer Weg. A colaborat la manuale de literatură germană.
În 1984 a emigrat în Republica Federală Germania și s-a stabilit la Bonn. După 7 ani de corectură într-o tipografie, din 1991 a devenit redactor la Stiftung Ostdeutscher Kulturrat (în prezent Stiftung Deutsche Kultur im östlichen Europa – OKR din Königswinter), la revistele Kulturpolitische Korrespondenz și Der Gemeinsame Weg, unde publică curent critică literară și de artă, consacrându-și mare parte din eforturi traducerilor din literatura română.
Din 2014 este și colaborator al Institutului pentru Cultura și Istoria Europei de sud-est (Institut für deutsche Kultur und Geschichte Südosteuropas), din München.
Pe lângă activitatea sa de foiletonist și publicist, a tradus din mai mulți autori români, între care Ion Agârbiceanu, Carmen Francesca Banciu, Filip Florian, Norman Manea, Gellu Naum, Alexandru Papilian, Andrei Pleșu, Liviu Rebreanu, Mihail Sebastian, Alexandru Vona, Filip Florian, Gabriela Adameșteanu, Adela Greceanu, pentru care a fost și editor.

## Distincții
- 2021 – Ordinul Meritul Cultural în grad de Cavaler, Categoria A – „Literatura”[6]

## Scrieri proprii
- Europa erlesen. Siebenbürgen, Editura Wieser, 1999

## Traduceri
- Basme de Oscar Wilde, Editura Ion Creangă, 1977
- Povestiri de Ion Agârbiceanu, Editura Dacia, 1981
- Zenobia roman de Gellu Naum, apărut în Austria, la Wieser-Verlag Klagenfurt, 1990
- Fliegen unterm Glas (Muște sub pahar - scrisă în limba română de Alexandru Papilian, dar apărută doar în franceză), roman, DIPA-Verlag Frankfurt am Main, 1992.
- Black box. Poezii de Gellu Naum, traduse împreună cu Oskar Pastior, Wieser-Verlag Klagenfurt, 1993;
- Filuteks Handbuch der Fragen: Prosa (Manualul întrebărilor lui Filutek) de Carmen Francesca Banciu, 1995
- Auch ohne Zukunft ging es weiter: Erinnerungen de Horst-Peter Depner, 1998
- Die Rückkehr des Hooligan. Ein Selbstporträt (Întoarcerea huliganului) de Norman Manea, Carl Hanser Verlag, München, Viena, 2004
- Der Unfall (Accidentul) de Mihail Sebastian, Editura Claassen 2003, Editura List TB, 2004
- Das Schweigen der Engel, (Despre îngeri) de Andrei Pleșu, la Berlin University Press, 2007
- Kleine Finger (Degete mici) de Filip Florian, 2008
- Und wir werden die Maschinen für uns weinen lassen: Gedichte de Claudiu Komartin, 2012
- Die Höhle de Norman Manea, 2012
- Der gleiche Weg an jedem Tag (Drumul egal al fiecărei zile) de Gabriela Adameșteanu, 2013[7]
- Warum ist Rumänien anders? (De ce este România altfel?) de Lucian Boia, 2014
- Alle Eulen (Toate bufnițele) de Filip Florian, 2016
- Begegnung (Întâlnirea) de Gabriela Adameșteanu, 2018[8]
- Die Anatomiestunde (Lecția de anatomie) de Emil Hurezeanu, Ludwigsburg 2018;
- Lyrik (Opera poetică) de Emil Hurezeanu, Ludwigsburg 2018.
- Zärtlichkeit, Routine - Gedichte eines Knauserers 1979-2019 de Emil Hurezeanu, 2020 [9]